# Waka (Gott)
Waka – auch Waqa, Waaqa oder Waaq – ist ein Hochgott in der traditionellen Religion der kuschitischsprachigen Völker der Oromo sowie der Somali.
In den Sprachen der Oromo, Konso, Burji, Hadiya, Tsamay, Dassanetch, Arbore, Elmolo, Bayso, Rendille, Dahalo und Somali – mit Ausnahme des Dahalo allesamt ostkuschitische Sprachen – ist Waaq weiterhin das Wort für „Gott“, auch wenn diese Völker heute zum Teil zum Islam oder zum Christentum übergetreten sind.

## Waka bei den Oromo
In der traditionellen Oromo-Religion erschafft und reguliert Waka die Existenz aller beseelten und seelenlosen, materiellen und immateriellen Dinge und bringt sie in ein Gleichgewicht. Dementsprechend muss dem Glauben zufolge auch zwischen Frauen und Männern, Jungen und Alten, physischer und spiritueller Macht Gleichgewicht gemäß der kosmischen Ordnung Wakas herrschen. Wird dieses gestört, droht der Verlust von Frieden und Ordnung unter Waka (safuu genannt), und Chaos bricht aus.
Geister, sogenannte ayana, repräsentieren Waka.

## Waka bei den Somali
Seit dem 7. Jahrhundert sind die Somali weitestgehend zum Islam konvertiert. Besonders bei den Clans der Hawiya und Dir sind aber noch Elemente der alten Religion erhalten geblieben und fließen in die Praxis des Islam ein.
Bis heute lautet das Somali-Wort für „Gott“ Waaq. Auch die Ortsnamen Caabudwaaq und Ceelwaaq werden damit in Verbindung gebracht.